# Carl-Heinz Stephan

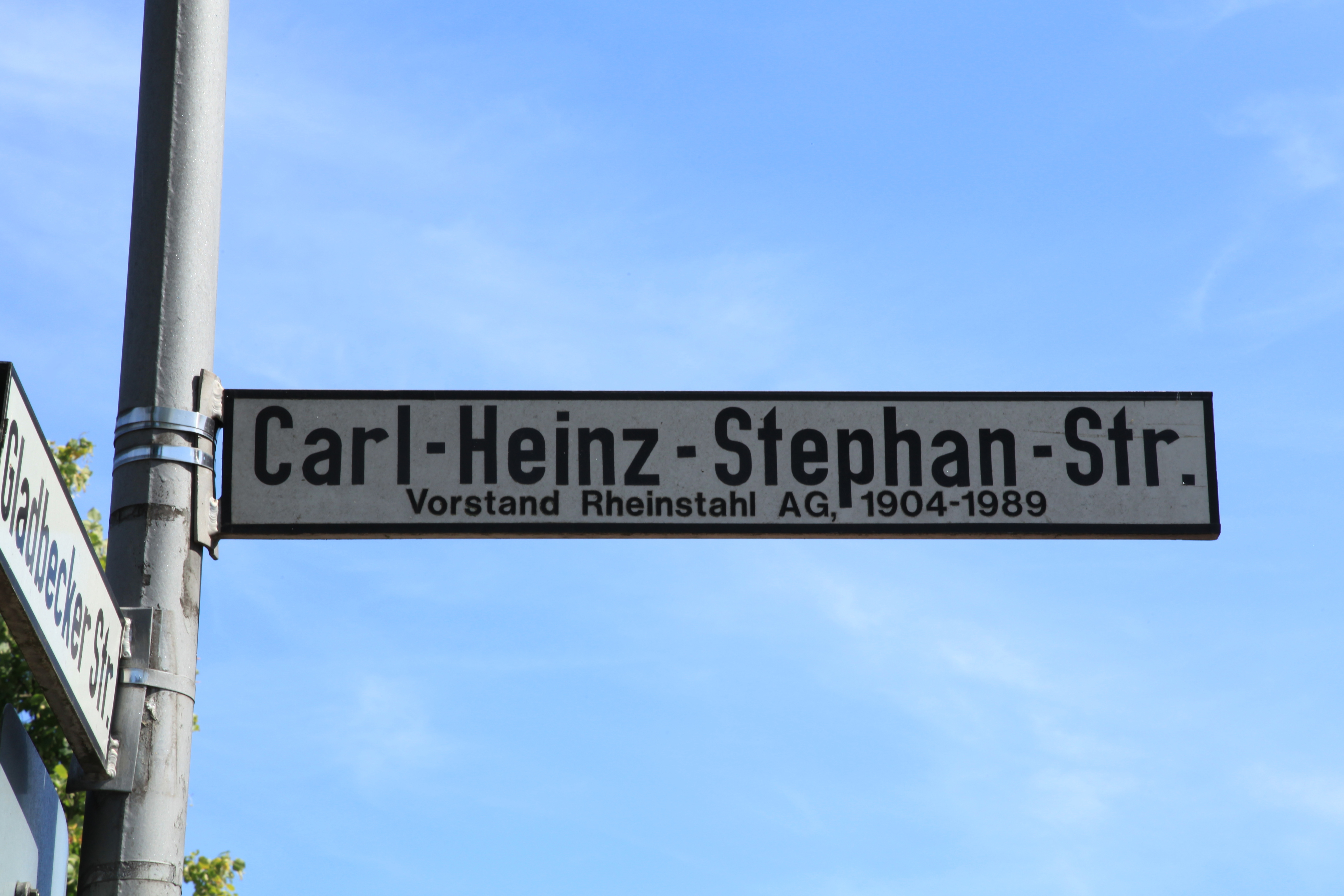
Carl-Heinz-Stephan-Straße

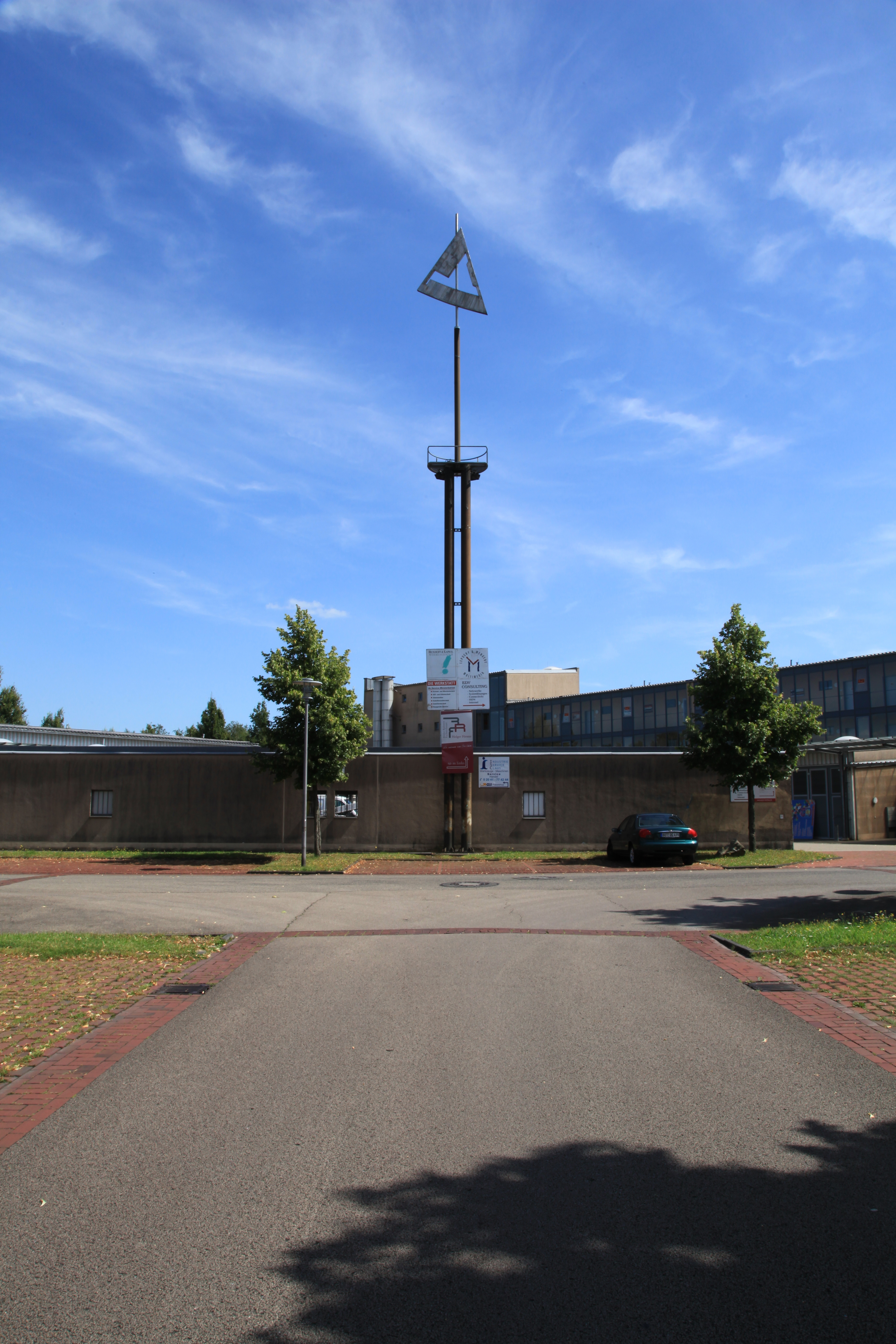
Carl-Heinz-Stephan-Straße auf dem ehemaligen Gelände der Zeche Prosper III in Bottrop

Carl-Heinz Stephan (* 27. November 1904 in Schomberg, Landkreis Beuthen, Provinz Schlesien; † 8. August 1989) war ein deutscher Bergbaumanager.

## Leben
Carl-Heinz Stephan studierte Bergbau an der Bergakademie Clausthal und an der Technischen Hochschule Breslau. Anschließend absolvierte er eine staatliche Ausbildung im Bergverwaltungsdienst als Bergreferendar in den Oberbergamtsbezirken Breslau und Dortmund; 1932 legte er sein Staatsexamen ab und wurde zum Bergassessor ernannt. 1932 wechselte er in die Leitung der Gräflich Schaffgotsch’sche Werke in Gleiwitz, einem Unternehmen des Industriellen Hans Ulrich von Schaffgotsch. Von 1932 bis 1934 war er Hilfsdirektor im Kohlebergwerk Gräfin-Johanna-Schachtanlage in Bobrek bei Beuthen tätig, ab 1935 deren Bergwerksdirektor. 1938 nahm er die erste vollmechanisierte deutsche Steinkohlengrube Berve-Schachtanlage in Betrieb, die nach seinen Entwürfen gebaut wurde. 1940 wurde er mit der Arbeit Der Kammerbau mit breitem Blick, ein Beitrag zur Frage der Konzentration beim Abbau der mächtigen Flöze Oberschlesiens an der Technischen Hochschule Charlottenburg in Berlin zu Dr.-Ing. promoviert.
Von 1947 bis 1952 war er für die Rheinische Stahlwerke AG in Essen tätig, dessen Vorstandsmitglied er 1950 wurde. 1952 wurde Stephan Vorstandsmitglied der Rheinstahl Bergbau AG. Er war 1952 wesentlich beteiligt an der Fusionierung der neuen Rheinstahl-Union Maschinen- und Stahlbau AG in Düsseldorf, einem Unternehmen von acht Töchtern, die die ehemaligen Maschinenbaufirmen der Vereinigten Stahlwerke AG umfassen.
Von 1964 bis 1966 war er Vorstandsvorsitzender der Emschergenossenschaft in Essen. 1966 wurde Carl-Heinz Stephan zum Vorsitzenden des Vorstandes der Rheinstahl Bergbau AG bestellt. Er hatte zahlreiche Aufsichts- und Beiratsmandate.
Im Jahre 1929 meldete er ein Patent auf Nachgiebigen Grubenausbau an.
1959 wurde er von Kardinal-Großmeister Nicola Kardinal Canali zum Ritter des Ritterordens vom Heiligen Grab zu Jerusalem ernannt und am 26. September 1959 im Fuldaer Dom durch Erzbischof Lorenz Jaeger, Großprior des Ordens, investiert. Zuletzt war er Großoffizier des Ordens.

## Ehrungen und Auszeichnungen
- Ritter vom Heiligen Grab (1959)
- Bundesverdienstkreuz 1. Klasse (1965)
- Namensgeber der Carl-Heinz-Stephan-Straße, einer neu angelegten Straße auf dem ehemaligen Gelände der Zeche Prosper III in Bottrop.